# My Mooc
 (décembre 2022).
 (décembre 2020).
Si vous disposez d'ouvrages ou d'articles de référence ou si vous connaissez des sites web de qualité traitant du thème abordé ici, merci de compléter l'article en donnant les références utiles à sa vérifiabilité et en les liant à la section « Notes et références ».
My Mooc est une solution de référencement de Massive open online course (MOOC).
La plateforme permet aux utilisateurs d’avoir accès à des cours en ligne disponibles, de consulter l’ensemble des informations en rapport avec les MOOC et de s’y inscrire. Elle appartient au groupe Edflex.

## Histoire
En 2016, Clément Meslin, Rémi Lesaint et Raphael Droissart, lancent le portail My Mooc pour centraliser l’ensemble des MOOC disponibles sur le web. L’annuaire ouvre ses portes après une campagne de crowfunding et référence une centaine de MOOC francophones,.
La même année, Sitel Group investit dans My Mooc et Philippe Riveron s’associe aux 3 fondateurs pour améliorer le produit, développer le business model et déployer la plateforme dans plusieurs langues.[réf. nécessaire] En 2017, My Mooc rachète la plateforme concurrente “Mooc Francophone”.
En 2018, les fondateurs de My Mooc décident de lancer Edflex, une entreprise spécialisée dans la formation digitale pour les entreprises, qui permet l'accès aux ressources en ligne contribuant au développement personnel et professionnel. Edflex lève 5 millions d’euros en juin 2021 en série A auprès de MAIF Avenir, We Positive Invest (Groupe Crédit mutuel Arkéa), Bpifrance et Nicolas Fritz (COO de Contentsquare).

## Produit
(décembre 2022).
My Mooc propose plusieurs parcours de formation regroupés selon des catégories et des playlists spécialisées. La plateforme propose des cours de développement professionnel, le développement personnel, l’art, l’informatique, l’éducation, la santé, les mathématiques, les sciences et sciences humaines, la data science, la programmation, l’ingénierie et les sciences sociales.
My Mooc certifie les Mooc validé. L’inscription et la consultation des ressources sur My Mooc se fait gratuitement.
En 2022, My Mooc propose des cours en ligne en français, anglais, espagnol, portugais, chinois et russe[réf. nécessaire].